# Расипно сочиво
Расипна сочива су добила назив по томе што расипају, односно шире сноп паралелних зрака који прође кроз њих. То су оптичка сочива која су на средини тања него на крајевима (када је индекс преламања сочива већи од индекса преламања средине). Називају се још и конкавна или дивергентна сочива.
Код расипних сочива продужеци преломљених зракова се секу у једној тачки - имагинарна жижа расипног сочива. Свако расипно сочиво има две имагинарне жиже.
Расипна сочива су једна од два основна типа сочива, у која поред њих спадају и сабирна сочива.

## Подела расипних сочива у зависности од облика
Расипна сочива се по облику деле у зависности од облика њихових површина. Разликују се три типа танких расипних сочива:
- биконкавна - сочива која се састоје од две сферне, конкавне (издубљене) површине
- планконкавна - сочива која се састоје од једне сферне и једне равне површине
- конвексно-конкавна (мениск) - сочива која се састоје од две сферне површине, једне конкавне и једне конвексне

## Настајање лика
За одређивање лика предмета није потребно пронаћи слику свих зрака, већ је довољно наћи само ликове крајњих тачака, пошто знамо да ће се по један крај и лика и предмета налазити на главној оптичкој оси.
Карактеристични зраци су зраци помоћу којих се одређује положај и величина лика која настаје. За расипно сочиво карактеристични зраци су:
- зрак паралелан са главном оптичком осом се прелама тако да продужетак његовог новонасталог правца сече главну оптичку осу у имагинарној жижи
- зрак који пролази кроз оптички центар сочива се прелама тако да је правац зрака пре и после преламања подударан
- зрак чији је правац упућен ка жижи, након преламања је паралелан са главном оптичком осом

Код расипних сочива лик се увек налази са стране на којој је предмет, увек је умањен и имагинаран.

## Једначина расипног сочива
Једначина сочива даје везу између положаја предмета, лика и његове жижне даљине. Танка сочива су она сочива чија је аксијална дебљина довољно мала да се двоструко преламање зрака на граничним површинама сочива може приближно заменити једноструким преламањем на равни која пролази кроз центар сочива и која је истовремено главна раван области објекта и лика.
За танко расипно сочиво лик је увек имагинаран и једначина гласи:
{\displaystyle {\frac {1}{p}}+{\frac {1}{l}}=-{\frac {1}{f}}}
Ако је сочиво танко (d на слици је занемарљиво мало), индекс преламања средине је n', сочиво има индекс преламања n и дата је жижна даљина сочива f и полупречници кривина обе стране сочива, онда формула сочива гласи:
{\displaystyle {\frac {n'}{f}}=(n-n')\left\{{\frac {1}{R_{1}}}-{\frac {1}{R_{2}}}\right\}.}
Величина {\displaystyle {\frac {n'}{f}}} представља оптичку моћ сочива.

## Моћ сабирног сочива
Моћ сочива је изражена диоптријом. Диоптрија је једнака реципрочној вредности жижне даљине изражене у метрима. Јединица јој је 1/m. 
{\displaystyle D={\frac {1}{f}}}
Моћ сочива је сразмерна вредности диоптрије.

## Примена
Дивергентна сочива имају велику примену у многим оптичким деловима инструмената. Кратковидим особама за поправљање вида су потребна расипна сочива. Код телескопа рефлектора се за објектив најчешће користе расипна сочива. Већина оптичких инструмената користе комбинацију сабирних и расипних сочива.